# Annesse-et-Beaulieu
Annesse-et-Beaulieu (okzitanisch: Anessa e Beuluòc) ist eine französische Gemeinde mit 1.478 Einwohnern (Stand: 1. Januar 2022) im Département Dordogne in der Region Nouvelle-Aquitaine; sie gehört zum Arrondissement Périgueux und zum Kanton Saint-Astier. Die Einwohner heißen Annessois und Annessoises.

## Geografie
Annesse-et-Beaulieu liegt etwa zehn Kilometer westsüdwestlich von Périgueux in der Landschaft Périgord. Der Fluss Isle begrenzt die Gemeinde im Süden und Osten. Die Nachbargemeinden von Annesse-et-Beaulieu sind La Chapelle-Gonaguet im Norden, Chancelade im Nordosten, Marsac-sur-l’Isle im Osten, Razac-sur-l’Isle im Südosten, Montrem im Süden, Saint-Astier im Südwesten, Léguillac-de-l’Auche im Westen sowie Mensignac im Nordwesten.

## Bevölkerungsentwicklung
| Jahr                       | 1962 | 1968 | 1975 | 1982 | 1990 | 1999 | 2006 | 2018 |
| Einwohner                  | 531  | 553  | 631  | 826  | 1099 | 1246 | 1418 | 1425 |
| Quellen: Cassini und INSEE |      |      |      |      |      |      |      |      |

## Sehenswürdigkeiten
- Kirche Saint-Blaise in Annesse aus dem 12. Jahrhundert
- Kirche Saint-Mandé in Beaulieu aus dem 12. Jahrhundert
- Priorei und altes Pfarrhaus
- Schloss Lalande aus dem 18. Jahrhundert
- Schloss La Roche aus dem 19. Jahrhundert
- Schloss Siorac aus dem 16. Jahrhundert

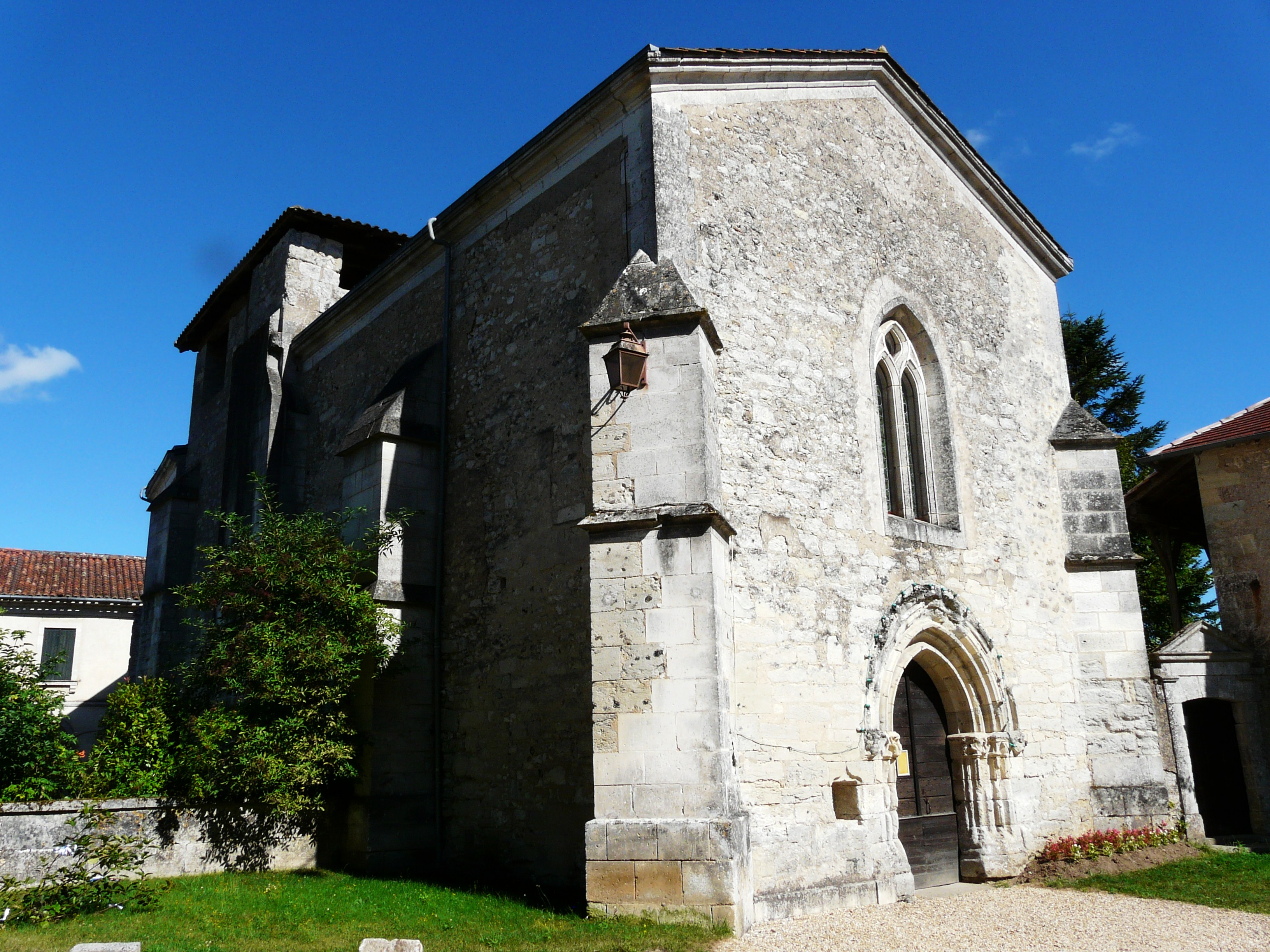
Kirche Saint-Blaise
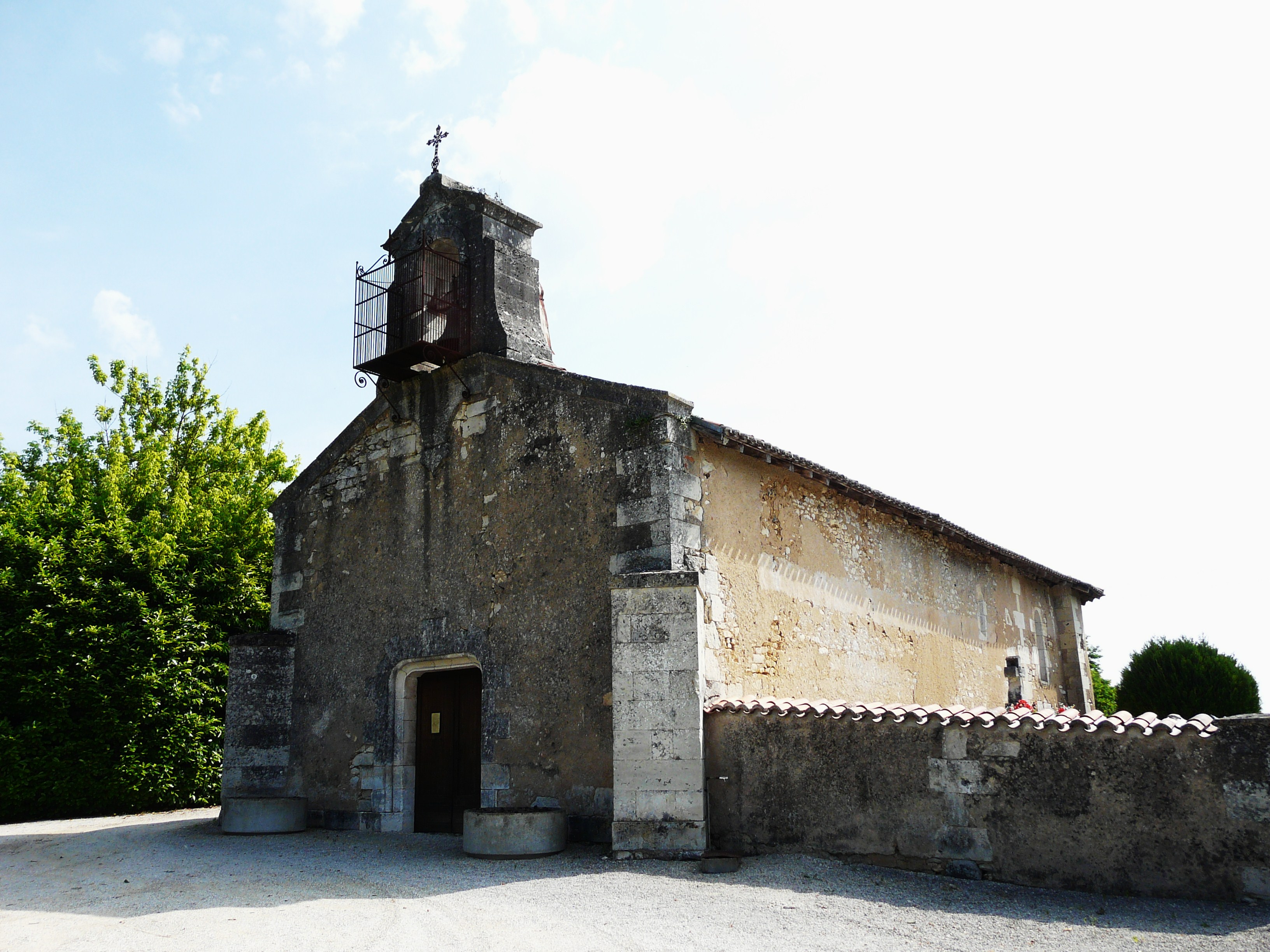
Kirche Saint-Mandé
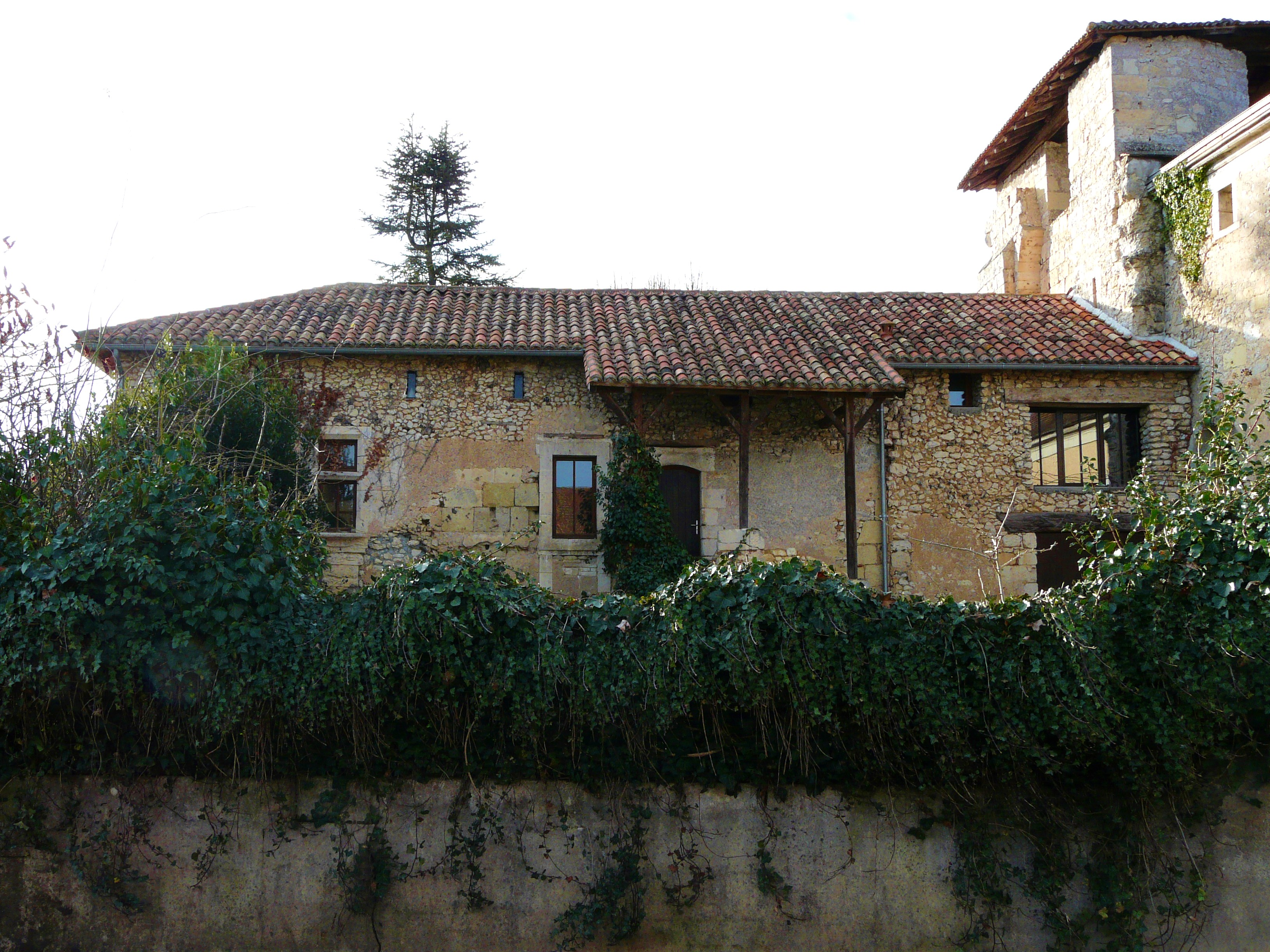
Priorei
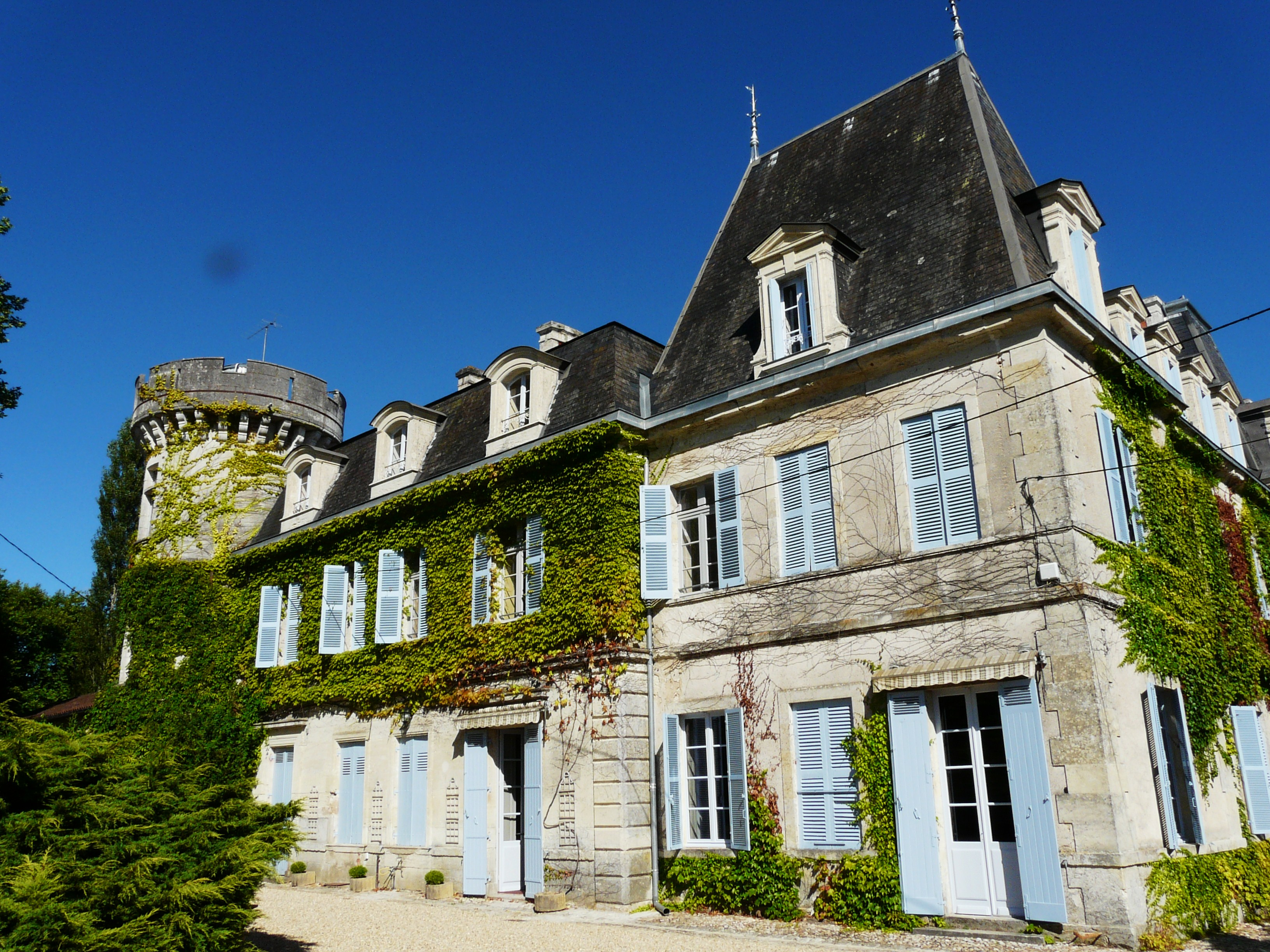
Schloss Lalande
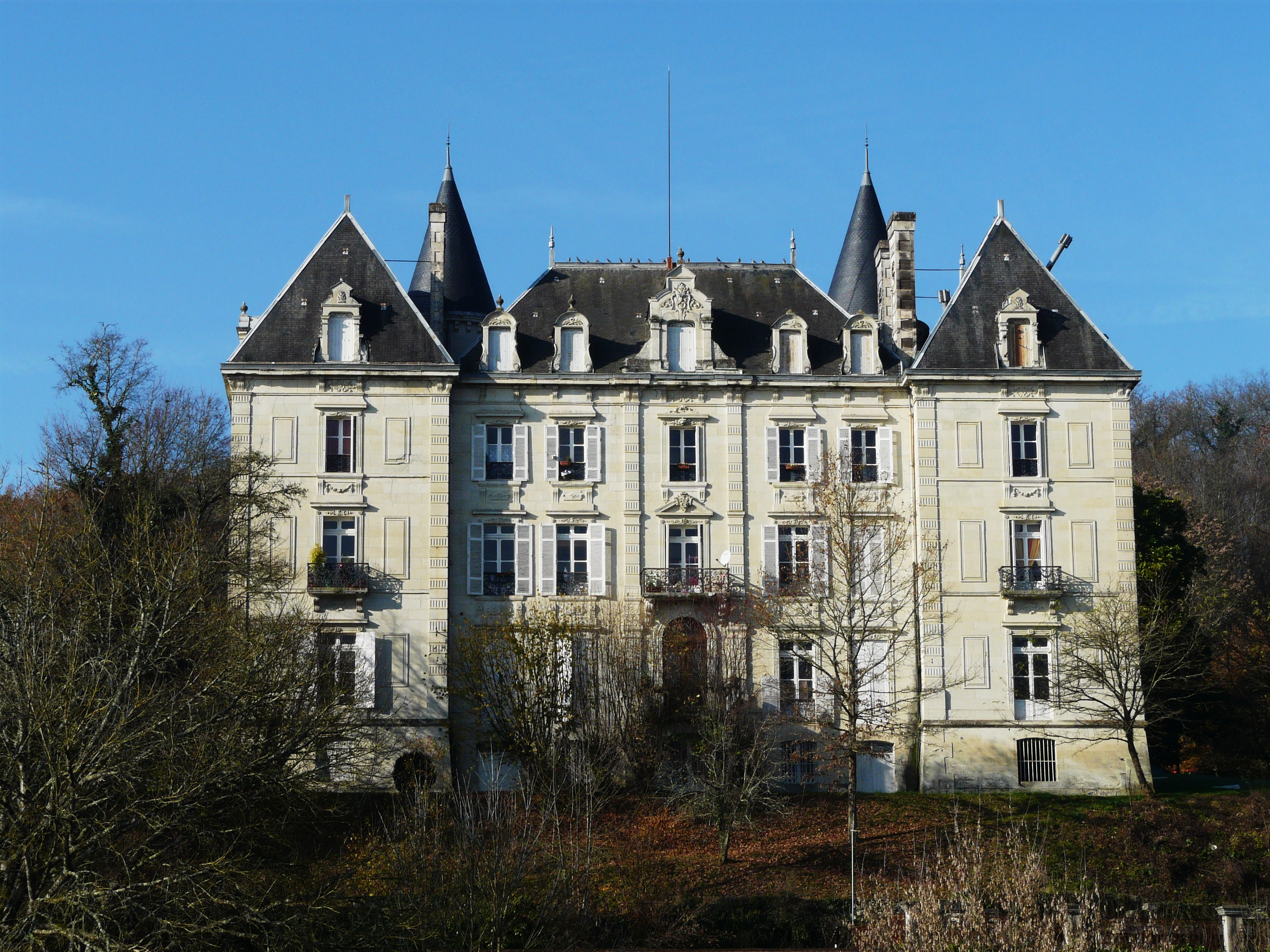
Schloss La Roche
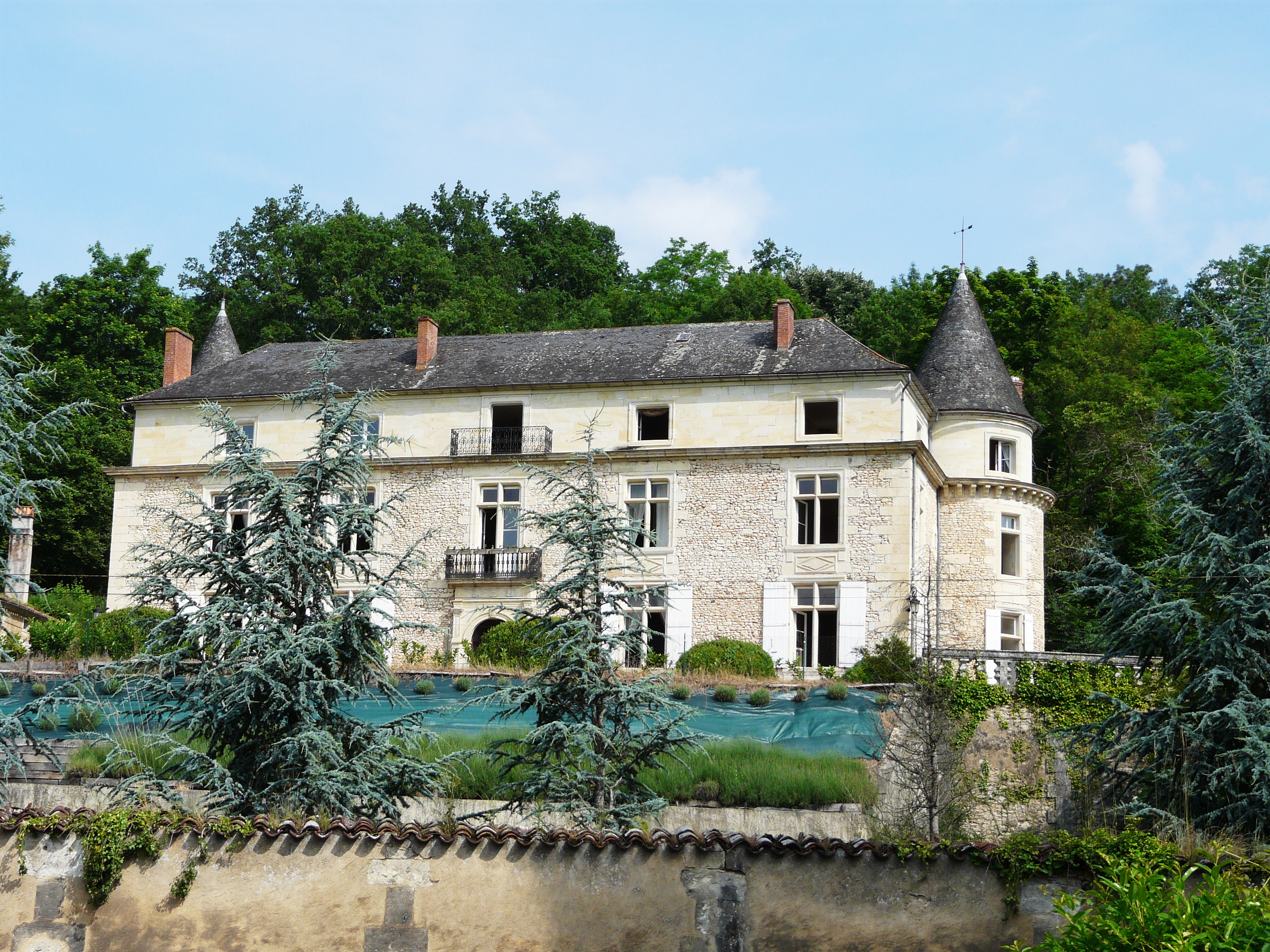
Schloss Siorac